# DNAJB1
DnaJ 상동체 서브 패밀리 B 구성원 1(DnaJ homolog subfamily B member 1)은 인간에서 DNAJB1 유전자에 의해 암호화되는 단백질이다.

## 상호작용
DNAJB1은 HSPA4, STUB1과 상호작용하는 것으로 나타났다.